# Teichhäuser

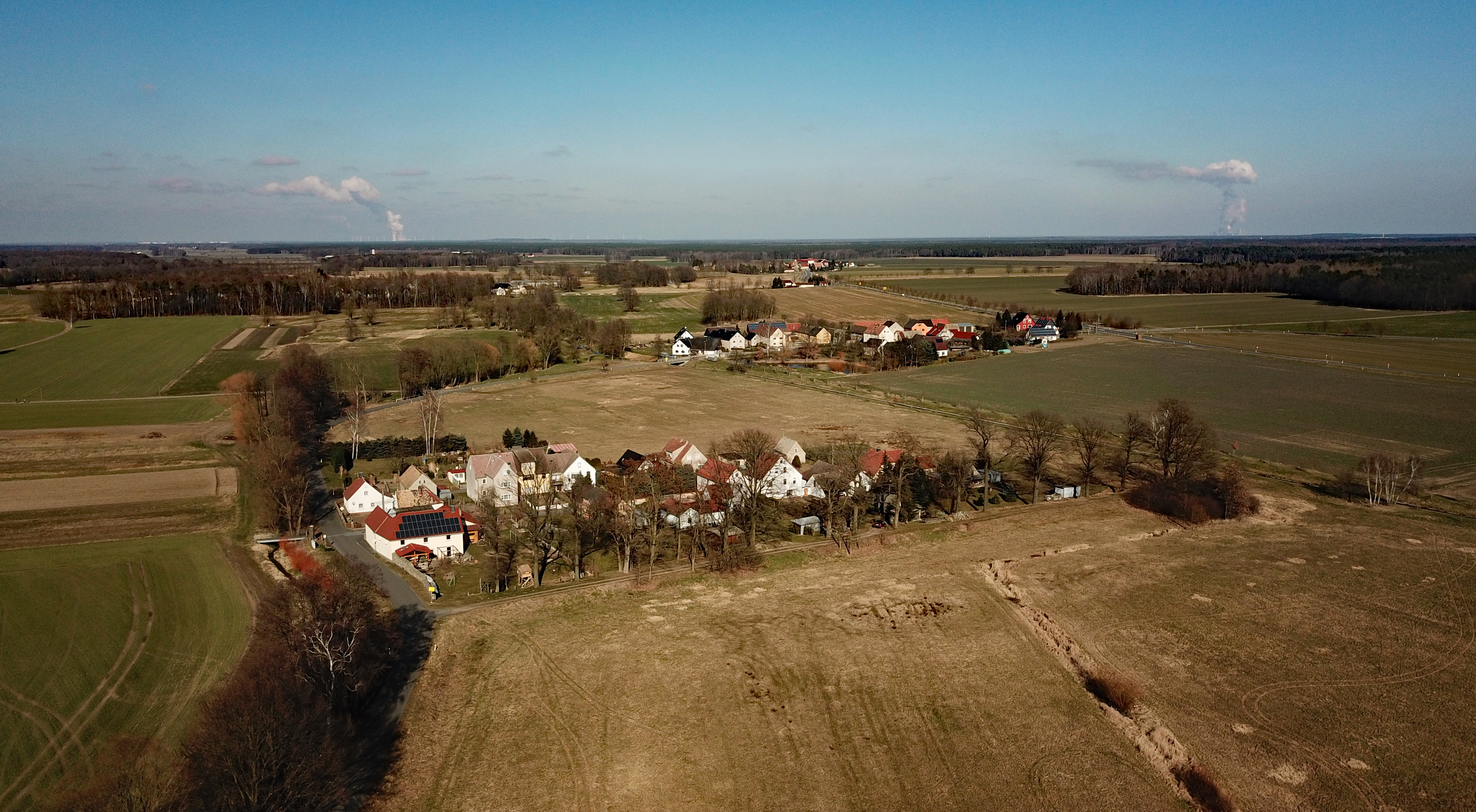
Luftbild

Teichhäuser, obersorbisch Haty, ist eine Siedlung im Zentrum des Landkreises Bautzen in Ostsachsen und gehört seit jeher zur Gemeinde Räckelwitz. Der Ort liegt in der Oberlausitz und zählt zum Kernsiedlungsgebiet der Sorben. Die Mehrzahl der Einwohner spricht Sorbisch als Muttersprache.

## Geografie
Die Häusergruppe Teichhäuser befindet sich in der landwirtschaftlich genutzten Aue des Klosterwassers, rechts von diesem, etwa zwei Kilometer nördlich von Räckelwitz. Die Nachbarorte sind Gränze im Nordosten, Neudörfel im Süden und Dreihäuser auf der anderen Seite des Klosterwassers im Westen.

## Geschichte
Die Siedlung entstand im 18. Jahrhundert auf dem Grundbesitz des Räckelwitzer Rittergutes inmitten der damals noch bestehenden Fischteiche, und zwar zwischen dem Gränzteich im Norden und dem Mittelteich im Süden. Auch nachdem die Teiche im 19. Jahrhundert zu Feldern gemacht wurden, blieb die Siedlung bestehen und der Name erhalten. Bis ins 20. Jahrhundert hinein wurde die Siedlung gelegentlich auch als Teichen bezeichnet. Der sorbische Ortsname bedeutet „Teiche“.

## Persönlichkeiten
- Benno Mieth (Beno Mět; 1925–2011), Schauspieler, geboren in Teichhäuser